# Alberto Peruzzo
Alberto Peruzzo (Milano, 7 maggio 1934) è un imprenditore e editore italiano.

## Biografia
Si laurea alla Cattolica di Milano in Economia e Commercio, a 18 anni vende a Milano "Il Popolo", giornale della Dc e poi lancia (ma senza successo) Italpress, rivolto alle aziende italiane che esportavano all’estero.
Ha fondato nel 1968 l'Alberto Peruzzo Editore, divenuta poi Gruppo Peruzzo Editore, attraverso la quale si occupava della pubblicazioni di riviste periodiche come La mia casa, Settimana TV, Top salute, Penthouse, Mare 2000, Jet e Di tutto e, in seguito, di pubblicazioni di enciclopedie tra cui l'Enciclopedia Peruzzo-Larousse con aggiornamenti annuali.
A partire dalla fine degli anni settanta si interessa al mondo della televisione, in quel periodo in fermento per la nascita di numerose reti locali e la liberalizzazione dell'etere in contrapposizione al monopolio della RAI.
Collabora così alla nascita delle locali Canale 51 e Milano TV, per poi lanciare la rete nazionale Rete A, che ottenne un discreto successo negli anni ottanta e accogliendo lo sbarco in Italia di MTV e, in seguito, Viva. La rete diventò interamente musicale negli anni duemila, per poi essere venduta al Gruppo L'Espresso.

## Vita privata
Vive tra Milano e Montecarlo. Appassionato di corsa, ha effettuato fino al 1977 trentatré maratone, a New York, Montecarlo e Milano.